# ایران جنوب غربی
مستند ایران جنوب غربی به کارگردانی محمدرضا فرطوسی مستندی از زندگی خانوادهٔ فرحان‌سواری و روایت آخرین شهروندان عرب تالاب هورالعظیم در جنوب غرب ایران است که قسمت اعظم ان رو به نابودی رفته‌است.
این مستند با مدت زمان ۵۲ دقیقه به تهیه‌کنندگی مشترک محمدرضا جامعی و محمدرضا فرطوسی و تصویر برداری رضا عبیات تهیه و تولید شده‌است. فرطوسی پیش از این فیلم‌های دله، آن مرد اسب دارد وکودکی نخل را کارگردانی کرده‌است.

## دربارهٔ فیلم
بعد از کشف و حفر میدان نفتی آزادگان و احداث سد کرخه، قسمت اعظم تالاب «هورالعظیم» واقع در جنوب غربی ایران نابود شد. خشک شدن این تالاب که تنها منبع اقتصادی مردم به‌شمار می‌رفت، باعث مهاجرت بیشتر هورنشینان به شهرهای مجاور شد. این مستند روایت زندگی آخرین شهروندان هورالعظیم است.
در سال ۲۰۰۱ برنامه محیط زیست سازمان ملل UNEP به‌طور رسمی به ایران هشدار داد که در جنوب غربی ایران فاجعه‌ای در مقیاس بزرگترین فجایع زیست‌محیطی تاریخ بشریت درحال وقوع است.
مستند «ایران، جنوب غربی» با این نوشته آغاز می‌شود و مخاطب را با خود به یکی از زیباترین و منحصربه‌فردترین تالاب‌های جهان یعنی هورالعظیم می‌برد و از خشک شدن بیش از نود درصد آن به‌دلیل سازه‌های بشری می‌گوید؛ اما باقی‌مانده اندک تالاب هم‌چنان زیبایی سحرانگیزی برای جهانگردان دارد. همچنین این مستند به عنوان تنها نماینده سینمای ایران با ۲۴ فیلم دیگر از کشورهای آمریکا، اسپانیا، فرانسه، کانادا، انگلیس، استرالیا، سوئیس، سوئد و چند کشور دیگر برای تصاحب جایزه بزرگ این جشنواره به رقابت پرداختند. این جشنواره با پشتیبانی برنامه محیط زیست سازمان ملل، موسسه نشنال جئوگرافیک و مؤسسه دیسکاوری و کانال‌های تلویزیونی HBO، TVE،Odyssey، Arte از ۱ تا ۸ ژوئن در شش سینمای شهر بارسلونا و هم‌زمان در شهرهای مادرید و الپارت برگزار می‌شود. همچنین این مستند توانست به دوازدهمین دوره بخش مسابقه جشنواره بین‌المللی فیلم‌های قوم نگارانه «رای» RAI لندن راه پیدا کرد. جشنواره «رای» که از جشنواره‌های سینمای انسان‌شناسی و قوم‌نگار به‌شمار می‌اید از ۲۳ تا ۲۶ ژوئن تیر ماه ۱۳۹۰ توسط مؤسسه رویال آنتروپولوژی لندن و با همکاری دانشگاه لندن برگزار کرد. جشنواره مستند «ایران جنوب غربی» برای رقابت در دو بخش جایزه «رای» و جایزه «باسیل رایت» پذیرفته شد. جایزه «رای» از سال ۱۹۸۰ هر دو سال یک بار به بهترین فیلم با موضوع اجتماعی فرهنگی و انسان‌شناسی اعطا می‌شود. همچنین جایزه «باسیل رایت» به فیلم‌های قوم‌نگاری اهدا می‌شود که از فیلم به عنوان وسیله‌ای برای رفع نگرانی‌های بشریت استفاده کرده باشد. این فیلم بر قوم عرب جنوب غرب ایران تمرکز کرده‌است.
این مستند به جشنواره فیلم آدیس آبابا پایتخت اتیوپی نیز راه یافت. این جشنواره را مرکز فرهنگی انگلستان و مرکز گوته آلمان پشتیبانی می‌کند.
مستند ایران، جنوب غربی در برنامه محیط زیست سازمان ملل در ژنو سویس نیز به نمایش در آمد. بنابر اعلام روابط بین‌الملل شبکه محیط زیست ژنو، این مستند برای نمایش در حضور کارشناسان محیط زیست از سراسر جهان و اساتید دانشگاه‌های سویس انتخاب شد.

## جوایز
- جایزهٔ ویژهٔ «دی لاهورا» جشنوارهٔ فیلم‌های محیط زیست بارسلونا (فیکما)، ایران جنوب غربی به عنوان تنها نمایندهٔ سینمای ایران در کنار ۲۴ فیلم دیگر از کشورهای آمریکا، اسپانیا، فرانسه، کانادا، انگلیس، استرالیا، سوییس، سوئد و چند کشور دیگر حضور داشته‌است.[۹]
- تقدیر ویژهٔ هیئت داوران جشنوارهٔ توراستراوا در جمهوری چک از مستند ایران، جنوب غربی.
- دیپلم افتخار جشنوارهٔ استونی [۱۰]
- حضور در بخش رسمی چهارمین دورهٔ جشنوارهٔ فیلم امارات
- حضور در بخش رسمی چهارمین دورهٔ جشنوارهٔ اکوزین در شهر ساراگوسا - اسپانیا
- حضور در بخش مسابقهٔ جشنوارهٔ فیلم‌های مستند، سینما حقیقت - تهران
- نمایش در بخش فیلم جشن تصویر سال ۱۳۸۹
- حضور مستند «ایران، جنوب‌غربی» در بازار فیلم جشنوارهٔ هات‌داکس کانادا [۱۱]
- حضور در دو بخش جایزه «رأی» و جایزهٔ «باسیل رایت» از سوی مؤسسهٔ رویال آنتروپولوژی انسان‌شناسی لندن پذیرفته شد.[۵][۱۲]
- حضور در جشنوارهٔ فیلم داکیوتاه آمریکا [۱۳]
- حضور در جشنوارهٔ فیلم ژان روش پاریس
- حضور در جشنوارهٔ فیلم دوسالانهٔ رأی لندن
- حضور در جشنوارهٔ فیلم اکوزین اسپانیا
- حضور در جشنوارهٔ فیلم آدیس اتیوپی
- حضور در جشنوارهٔ فیلم دبی
- حضور در جشنوارهٔ فیلم‌های عربی روتردام [۱۴]
- حضور در جشنوارهٔ بین‌المللی فیلم بغداد [۱۵]
- نمایش در سمپوزیوم بین‌المللی با موضوع «ایران، خلیج فارس و کشورهای همسایه» در دانشگاه سنت اندروز اسکاتلند.[۱۶]